# SV Terrasvogels Softbal
SV Terrasvogels softbal was de softbalafdeling van de omnisportvereniging SV Terrasvogels uit Santpoort-Zuid, Noord-Holland, Nederland. Op 17 april 1940 werd de voetbalafdeling opgericht, honkbaltak in 1954 en de softbaltak volgde op 21 juli 1958. Als thuisbasis fungeerde sinds april 1963 het "Sportpark De Elta", voorheen werd sinds de oprichting op "sportpark Schoonenberg" (Driehuis-Velsen) gespeeld. De clubkleuren waren blauw-wit.
Per november 2020 ging de softbalafdeling een “praktische” fusie aan met de softbaltak van de omnivereniging RKSV Onze Gezellen waarbij alle softballeden van Terrasvogels onder de vlag van Onze Gezellen gingen spelen.

## Vrouwen
Het eerste vrouwenteam groeide uit tot een van de succesvolste teams in Nederland. Het werd vijftien keer landskampioen en won negen keer de Europa Cup I en vijfmaal de Europa Cup II. Tot 2020 kwam dit team uit in de Softbal hoofdklasse,van 2015-2020 Golden League geheten.

## Erelijst
Landskampioen
(15x) in 1969, 1971, 1975, 1979, 1980, 1981, 1982, 1983, 1984, 1989, 1998, 1999, 2000, 2007, 2013
Europa Cup I
(9x) in 1978, 1980, 1981, 1983, 1984, 1985, 1986, 1989, 1996
Europa Cup II
(5x) in 1995, 2003, 2009, 2012, 2013

## Hoofdsponsors
1987-1988: Van Wooning
1989-1994: Staller
1995-2007: A4
2007-2009: van Ekeris Expo service
2009-2011: Iber Lengue Taal & Cultuur
2012-2014: Ambassador City Centre Hotel
2015-2015: van Ekeris Expo service